# Аеродром Закинтос
Међународни аеродром „Дионизиос Соломос” Закинтос (грч. Κρατικός Αερολιμένας Ζακύνθου «Διονύσιος Σολωμός») је међународни аеродром грчког острва и великог туристичког одредишта Закинтос. Аеродром се налази 4 km јужно од града Закинтоса.
Аеродром Закинтос махом опслужује туристе, па преовлађују сезонске линије и чартери. И поред тога, овај аеродром спада међу 10 најпрометнијих ваздушних лука у држави. По последњим подацима из 2024. године кроз аеродром Закинтос је прошло више 2,2 милиона путника.

## Авио-компаније и дестинације
Следеће авио-компаније обављају редовне и чартер летове на аеродрому Закинтос:
| Airlines                      | Destinations |
| ----------------------------- | --- |
| Air Serbia                    | Seasonal charter: Belgrade |
| Animawings                    | Seasonal: Bucharest–Otopeni, Timișoara (begins 5 June 2025) |
| Austrian Airlines             | Seasonal: Vienna |
| British Airways               | Seasonal: London–Heathrow |
| Brussels Airlines             | Seasonal: Brussels |
| Condor                        | Seasonal: Düsseldorf, Frankfurt, Munich (resumes 25 May 2025) |
| Corendon Dutch Airlines       | Seasonal: Amsterdam, Maastricht/Aachen |
| Discover Airlines             | Seasonal: Frankfurt, Munich |
| easyJet                       | Seasonal: Bristol, London–Gatwick, London–Luton, Manchester, Milan–Malpensa, Naples |
| Edelweiss Air                 | Seasonal: Zürich |
| Eurowings                     | Seasonal: Berlin, Düsseldorf, Hamburg, Prague, Salzburg, Stuttgart |
| Finnair                       | Seasonal: Helsinki |
| ITA Airways                   | Seasonal: Rome-Fiumicino (resumes 2 August 2025) |
| Jet2.com                      | Seasonal: Belfast–International, Birmingham, Bournemouth, Bristol, East Midlands, Edinburgh, Glasgow, Leeds/Bradford, Liverpool, London–Luton, London–Stansted, Manchester, Newcastle upon Tyne |
| Lufthansa                     | Seasonal: Munich |
| Marabu                        | Seasonal: Hamburg, Munich |
| Olympic Air                   | Athens |
| Ryanair                       | Seasonal: Bari, Bergamo, Budapest, Dublin, London–Stansted, Naples, Rome–Fiumicino, Stockholm–Arlanda (begins 1 July 2025), Vienna, Warsaw–Modlin                                               |
| Scandinavian Airlines         | Seasonal: Copenhagen |
| Sky Express                   | Athens, Corfu, Kefalonia, Preveza/Lefkada Seasonal: Heraklion Seasonal charter: Amsterdam, Weeze                                                                                                |
| Smartwings                    | Seasonal: Bratislava, Brno, Ostrava, Prague Seasonal charter: Košice, Vilnius |
| Swiss International Air Lines | Seasonal: Geneva |
| Transavia                     | Seasonal: Amsterdam, Brussels, Eindhoven, Paris–Orly |
| TUI Airways                   | Seasonal: Birmingham, Bournemouth, Bristol, Cardiff, East Midlands, Exeter, Glasgow, London–Gatwick, London–Stansted, Manchester, Newcastle upon Tyne                                           |
| TUI fly Belgium               | Seasonal: Brussels |
| TUI fly Netherlands           | Seasonal: Amsterdam, Dublin, Rotterdam/The Hague |
| Volotea                       | Seasonal: Bari, Nantes, Naples, Palermo, Venice, Verona |
| Wizz Air                      | Seasonal: Bucharest–Otopeni, Budapest, Cluj-Napoca, Milan–Malpensa, Rome–Fiumicino, Timișoara, Vienna, Warsaw–Chopin                                                                            |